# 台湾共産党 (2008年)
台湾共産党（繁体字：台灣共產黨）は、中華民国（台湾）にかつて存在した社会主義政党。

## 概要
1994年10月16日に、台南県新化鎮で結党された。党主席は農民出身で民進党の創立メンバーだった王老養が就任。
1992年に、王老養は台湾共産党結党を台湾（中華民国）政府に打診するも、政府は「国家安全法」により却下され2年越しに結党された政党である。2000年中華民国総統選挙に王老養主席が挑むも当選にはいたらず。党是は「民主主義」と「人権」である。2008年6月、台湾政府に承認され7月20日に結党大会を行った。
2020年4月29日、中華民国内政部は、台湾共産党の政党としての地位を廃止した。